# Television (텔레비전의 음반)
“Television”은 미국의 록 밴드 텔레비전의 세 번째 정규 음반이다. 1992년 9월, 캐피틀 레코드를 통하여 발매되었다. 1978년 두 번째 정규 음반인 “Adventure”를 발매하고 해체한 뒤 14년 만에 발매하는 음반이다.

## 반응
| 전문가 평가                       | 전문가 평가 |
| 평가 점수                         | 평가 점수   |
| 출처                              | 점수        |
| --------------------------------- | ----------- |
| AllMusic                          | [ 1 ]       |
| Robert Christgau                  | B+          |
| The Encyclopedia of Popular Music | [ 3 ]       |
| Rolling Stone                     | [ 4 ]       |

“Television”은 음악 평단으로부터 호평을 받았다. 록 음악 비평가인 로버트 크리스트가우는 "나는 터 록의 느낌이 물씬 들고. 노래가 좋은 옛날의 텔레비전을 더욱 선호한다. 하지만 그것은 톰 벌레인의 개념적인 무절제함과 성격의 힘에 바치는 것이다. 네 명의 베테랑은 뚜렷한 새로운 아이덴티티를 가지고 다시 뭉쳤다. 우스꽝스럽고, 심장을 따듯하게 하고, 세련되어 있으며, 아리송한 것을 보니 조금만 빼면 달라진 것 같지 않다"고 평하였다. 롤링 스톤의 데이비드 프리크는 "15년을 기다린 보람이 있다."고 평하였다.

## 트랙 리스트
1. "1880 or So" – 3:41
2. "Shane, She Wrote This" – 4:21
3. "In World" – 4:12
4. "Call Mr. Lee" – 4:16
5. "Rhyme" – 4:47
6. "No Glamour for Willi" – 5:00
7. "Beauty Trip" – 4:22
8. "The Rocket" – 3:23
9. "This Tune" – 3:42
10. "Mars" – 4:56

## 크레딧
텔레비전
- 빌리 피카 – 드럼, 프로듀싱
- 리처드 로이드 – 기타, 프로듀싱
- 프레드 스미스 – 베이스, 보컬, 기타, 총괄 프로듀서, 믹싱
- 톰 벌레인 – 보컬, 기타, 총괄 프로듀서, 믹싱

기술
- 베라 베렌 – 프로듀싱 보조
- 조 브레시코 – 마스터링
- 패트릭 A. 데리바스 – 엔지니어링 보조
- 마리오 살라비티 – 엔지니어링, 믹싱